# Bratia (rijeka)
Bratia je desna pritoka rijeke Râul Târgului u Rumunjskoj. Ulijeva se u Râul Târgului blizu Negrenija. Sljedeća sela nalaze se duž rijeke Bratia, od izvora do ušća: Cândești, Bratia, Gămăcești, Berevoești, Aninoasa, Valea Siliștii, Vlădești, Poienița, Golești, Bălilești i Băjești. Duljina joj je 57 km, a površina porječja 360 km2.